# وزارة التربية (تونس)
وزارة التربية هي وزارة تونسية مسؤولة على التعليم الابتدائي والإعدادي والتقني والثانوي.

## مشمولات الوزارة[1]

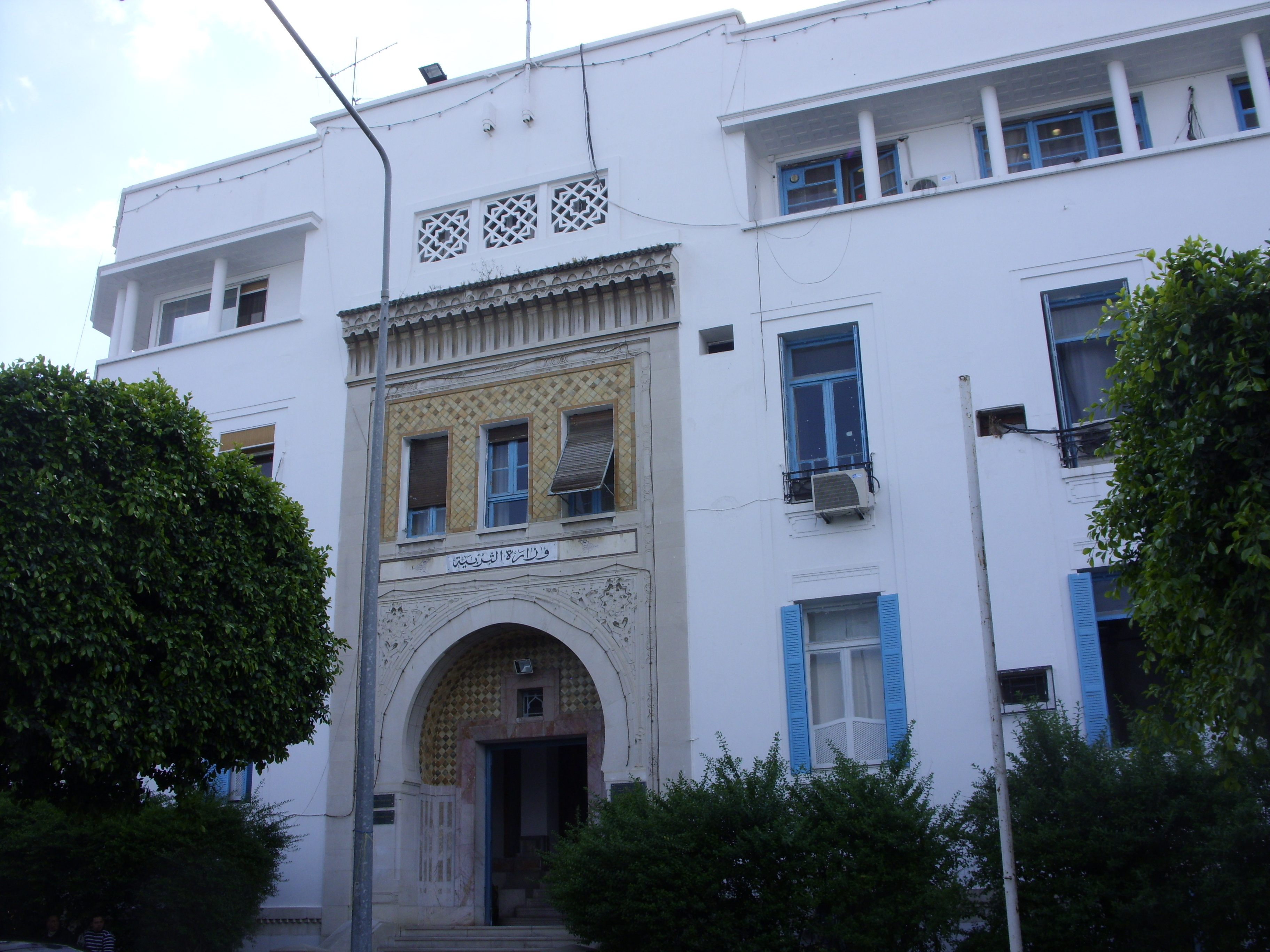
مقر الوزارة في شارع باب بنات

تتولى وزارة التربية، في إطار السياسة العامة للدولة، بلورة الاختيارات الوطنية في مجالات التربية والتعليم المدرسي ووضع المخططات والبرامج المتعلقة بها وتنفيذها وتقييم نتائجها. و لهذا الغرض فهي تضطلع بالمهام التّالية:
- تجسيم الحق في التعلم لكل التونسيين والتونسيات، وذلك طبقا لأحكام القانون التوجيهي عدد 80 لسنة 2002 المؤرخ في 23 جويلية 2002 والمتعلق بالتربية والتعليم المدرسي والمنقح بالقانون عدد 9 لسنة 2008 المؤرخ في 11 فيفري 2008 ، ولأحكام القانون عدد 10 لسنة 2008 المؤرخ في 11 فيفري 2008 والمتعلق بالتكوين المهني وتولي وزارة التربية، في هذا الإطار، عناية خاصة بالأطفال ذوي الاحتياجات الخصوصية وبأبناء التونسيين المقيمين بالخارج.
- تطوير منظومة التربية وتأهيلها للمساهمة في الرفع من المستوى العلمي والثقافي العام للشعب التونسي، ولتمكين الأفراد من بلوغ أرقى أشكال المعرفة وأعلى مراتب التأهيل، وذلك بما يستجيب لطلبات المجتمع المتجددة وحاجيات تنمية البلاد وبما يؤسس لاقتصاد وطني مبني على المعرفة.
- إدارة جهاز التربية العمومي ومؤسساته وهياكله المركزية والجهوية والمحلية وتعهدها وفق مقاييس الجودة و مبدإ الإنصاف، وكذلك الإشراف على:

مؤسسات وفضاءات التربية قبل المدرسية الخاصة
مؤسسات التعليم المدرسي التابعة للقطاع الخاص والقطاع الجمعياتي
- ضمان التكامل والتفاعل بين مراحل وحلقات ومسالك التعليم المدرسي واستنباط الصيغ الكفيلة بذلك، والإعداد للتعليم الجامعي و/ أو للحياة النشيطة على أساس توزيع المتعلمين على مختلف المسالك والشعب والاختصاصات بما يتماشى مع مؤهلاتهم ومع الحاجيات الهيكلية لسوق الشغل حاضرا ومستقبلا.
- تطوير صيغ التعليم بالتداول بين مؤسسات التعليم المدرسي ومراكز التكوين المهني وفي نطاق الشراكة مع المنشآت الاقتصادية بما يمكن من تحسين قابلية التشغيل لدى المتعلمين وتحقيق التوافق بين التكوين وحاجيات سوق الشغل.
- ضبط المرجعيات والمعايير والمواصفات الوطنية المستوجبة في مجالات التعليم والتقييم والسهر على تطبيقها وتطويرها مواكبة للتحولات التي تطرأ على مجالات التعليم و التشغيل.
- ضبط صيغ التقييم والإشهاد الملائمة للمعايير والمواصفات الوطنية والسهر على تطبيقها.
- تنويع أشكال التعلّم باعتماد التعلّم الحضوري والتعلّم الذاتي وتوظيف التكنولوجيات الجديدة للمعلومات والاتصال في مختلف الأنشطة المدرسية وتطوير التعليم عن بعد عبر المدارس والمراكز الافتراضية.

## المؤسسات الراجعة بالنظر للوزارة[2]
- اللجنة الوطنية للتربية والعلم والثقافة
- المركز الوطني البيداغوجي
- المعهد الوطني للمكتبية والإعلامية
- المركز الوطني للتجديد البيداغوجي والبحوث التربوية
- المركز الوطني لتكوين المكونين في التربية
- ديوان سكن أعوان وزارة التربية
- المركز الوطني للصيانة
- المدارس
- المدارس الإعدادية
- المدارس الإعدادية التقنية
- المدارس الإعدادية النموذجية
- المعاهد
- المعاهد النموذجية
- المعاهد الفنية
- المعاهد الرياضية

## قائمة الوزراء
| الوزير | الوزير                | الحزب | الحزب                                               | الحكومة                                                  | تواريخ العهدة  | تواريخ العهدة  |
| ------ | --------------------- | ----- | --------------------------------------------------- | -------------------------------------------------------- | -------------- | -------------- |
|        | الجلولي فارس          |       | الحزب الحر الدستوري الجديد                          | حكومة الطاهر بن عمار                                     | 17 سبتمبر 1955 | 15 أبريل 1956  |
|        | محمد الأمين الشابي    |       | الحزب الحر الدستوري الجديد                          | حكومة الحبيب بورقيبة الأولى حكومة الحبيب بورقيبة الثانية | 15 أبريل 1956  | 6 مايو 1958    |
|        | محمود المسعدي         |       | الحزب الحر الدستوري الجديد الحزب الاشتراكي الدستوري | حكومة الحبيب بورقيبة الثانية                             | 6 مايو 1958    | 24 أكتوبر 1968 |
|        | أحمد بن صالح          |       | الحزب الاشتراكي الدستوري                            | حكومة الحبيب بورقيبة الثانية                             | 24 أكتوبر 1968 | 7 نوفمبر 1969  |
|        | أحمد نور الدين        |       | الحزب الاشتراكي الدستوري                            | حكومة الباهي الأدغم                                      | 7 نوفمبر 1969  | 27 ديسمبر 1969 |
|        | محمد مزالي            |       | الحزب الاشتراكي الدستوري                            | حكومة الباهي الأدغم                                      | 27 ديسمبر 1969 | 12 يونيو 1970  |
|        | الشاذلي العياري       |       | الحزب الاشتراكي الدستوري                            | حكومة الباهي الأدغم                                      | 12 يونيو 1970  | 29 أكتوبر 1971 |
|        | محمد مزالي            |       | الحزب الاشتراكي الدستوري                            | حكومة الباهي الأدغم حكومة الهادي نويرة                   | 29 أكتوبر 1971 | 17 مارس 1973   |
|        | إدريس قيقة            |       | الحزب الاشتراكي الدستوري                            | حكومة الهادي نويرة                                       | 17 مارس 1973   | 31 مايو 1976   |
|        | محمد مزالي            |       | الحزب الاشتراكي الدستوري                            | حكومة الهادي نويرة                                       | 31 مايو 1976   | 25 أبريل 1980  |
|        | محمد فرج الشاذلي      |       | الحزب الاشتراكي الدستوري                            | حكومة محمد المزالي                                       | 25 أبريل 1980  | 5 مايو 1986    |
|        | عبد العزيز بن ضياء    |       | الحزب الاشتراكي الدستوري                            | حكومة محمد المزالي حكومة رشيد صفر                        | 5 مايو 1986    | 30 يوليو 1986  |
|        | عمر الشاذلي           |       | الحزب الاشتراكي الدستوري                            | حكومة رشيد صفر                                           | 30 يوليو 1986  | 16 مايو 1987   |
|        | محمد الصياح           |       | الحزب الاشتراكي الدستوري                            | حكومة رشيد صفر حكومة زين العابدين بن علي                 | 16 مايو 1987   | 7 نوفمبر 1987  |
|        | التيجاني الشلي        |       | الحزب الاشتراكي الدستوري التجمع الدستوري الديمقراطي | حكومة الهادي البكوش                                      | 7 نوفمبر 1987  | 12 أبريل 1988  |
|        | الهادي خليل           |       | التجمع الدستوري الديمقراطي                          | حكومة الهادي البكوش                                      | 12 أبريل 1988  | 11 أبريل 1989  |
|        | محمد الشرفي           |       | التجمع الدستوري الديمقراطي                          | حكومة الهادي البكوش حكومة حامد القروي                    | 11 أبريل 1989  | 1 يونيو 1994   |
|        | أحمد فريعة            |       | التجمع الدستوري الديمقراطي                          | حكومة حامد القروي                                        | 1 يونيو 1994   | 16 نوفمبر 1994 |
|        | حاتم بن عثمان         |       | التجمع الدستوري الديمقراطي                          | حكومة حامد القروي                                        | 16 نوفمبر 1994 | 9 أكتوبر 1997  |
|        | رضا فرشيو             |       | التجمع الدستوري الديمقراطي                          | حكومة حامد القروي                                        | 9 أكتوبر 1997  | 15 فبراير 1999 |
|        | عبد الرحيم الزواري    |       | التجمع الدستوري الديمقراطي                          | حكومة حامد القروي                                        | 15 فبراير 1999 | 17 نوفمبر 1999 |
|        | أحمد عياض الودرني     |       | التجمع الدستوري الديمقراطي                          | حكومة محمد الغنوشي الأولى                                | 17 نوفمبر 1999 | 23 يناير 2001  |
|        | منصر الرويسي          |       | التجمع الدستوري الديمقراطي                          | حكومة محمد الغنوشي الأولى                                | 23 يناير 2001  | 25 أغسطس 2003  |
|        | محمد رؤوف النجار      |       | التجمع الدستوري الديمقراطي                          | حكومة محمد الغنوشي الأولى                                | 25 أغسطس 2003  | 17 أغسطس 2005  |
|        | الصادق القربي         |       | التجمع الدستوري الديمقراطي                          | حكومة محمد الغنوشي الأولى                                | 17 أغسطس 2005  | 29 أغسطس 2008  |
|        | حاتم بن سالم          |       | التجمع الدستوري الديمقراطي                          | حكومة محمد الغنوشي الأولى                                | 29 أغسطس 2008  | 17 يناير 2011  |
|        | الطيب البكوش          |       | مستقل                                               | حكومة محمد الغنوشي الثانية حكومة الباجي قايد السبسي      | 17 يناير 2011  | 24 ديسمبر 2011 |
|        | عبد اللطيف عبيد       |       | التكتل الديمقراطي من أجل العمل والحريات             | حكومة حمادي الجبالي                                      | 24 ديسمبر 2011 | 13 مارس 2013   |
|        | سالم الأبيض           |       | مستقل                                               | حكومة علي العريض                                         | 13 مارس 2013   | 29 يناير 2014  |
|        | فتحي الجراي           |       | مستقل                                               | حكومة المهدي جمعة                                        | 29 يناير 2014  | 6 فبراير 2015  |
|        | ناجي جلول             |       | نداء تونس                                           | حكومة الحبيب الصيد حكومة يوسف الشاهد                     | 6 فبراير 2015  | 30 أفريل 2017  |
|        | سليم خلبوس (بالنيابة) |       | مستقل                                               | حكومة يوسف الشاهد                                        | 30 أفريل 2017  | 6 سبتمبر 2017  |
|        | حاتم بن سالم          |       | مستقل                                               | حكومة يوسف الشاهد                                        | 6 سبتمبر 2017  | 27 فبراير 2020 |
|        | محمد بن مبروك الحامدي |       | التيار الديمقراطي                                   | حكومة إلياس الفخفاخ                                      | 27 فبراير 2020 | 03 سبتمبر 2020 |
|        | فتحي السلاوتي         |       | مستقل                                               | حكومة نجلاء بودن                                         | 11 أكتوبر 2021 | 30 يناير 2023  |
|        | محمد علي البوغديري    |       | مستقل                                               | حكومة نجلاء بودن                                         | 30 يناير 2023  | 2 أبريل 2024   |
|        | سلوى العبّاسي          |       | مستقلة                                              | حكومة أحمد الحشاني                                       | 2 أبريل 2024   | 25 اغسطس 2024  |
|        | نور الدين النوري      |       | مستقل                                               | حكومة كمال المدوري                                       | 25 اغسطس 2024  | (الآن)         |

## روابط خارجية
- موقع وزارة التربية التونسية